# Sigtuna
Sigtuna ([ˈsɪ̂kːˌtʉːna]) es una aldea situada junto al lago Mälaren, Suecia. Es parte del municipio de Sigtuna, perteneciente al área metropolitana de Estocolmo. Fundada por el rey Erico el Victorioso (Erik Segersäll) hacia el año 980.

## Historia
A fines del siglo X fue abandonado el dinámico establecimiento comercial de Birka, también ubicado a orillas del Mälaren, Sigtuna asumió parcialmente sus funciones como centro de intercambios, pero sin llegar a adquirir la misma importancia.
Durante sus 2 primeros siglos de existencia floreció como residencia de la corona y centro comercial. La aldea fue atacada y destruida en 1187 por guerreros procedentes de Estonia, Ingria y Carelia, bajo las órdenes de la República de Nóvgorod (actualmente en Rusia). Aunque Sigtuna fue reconstruida y mantuvo cierta importancia, su papel fue sustituido luego por pueblos cercanos como Upsala o Estocolmo, así como por otras como Visby y Kalmar bajo la égida de la Liga hanseática.
Fue en esta aldea donde por primera vez se acuñó moneda en Suecia, bajo el reinado del rey Olaf Skötkonung, a finales del siglo X.

## Demografía
Su población fue cayendo hasta llegar a los 600 habitantes en el siglo 19. En el año 2006 contaba con unos 10.000 habitantes y es un destino turístico de relevancia. Destacan sobre todo las ruinas de las primeras iglesias construidas en Suecia oriental, así como la feria de artesanías y música medieval que tiene cita en el mes de junio.

## Galería

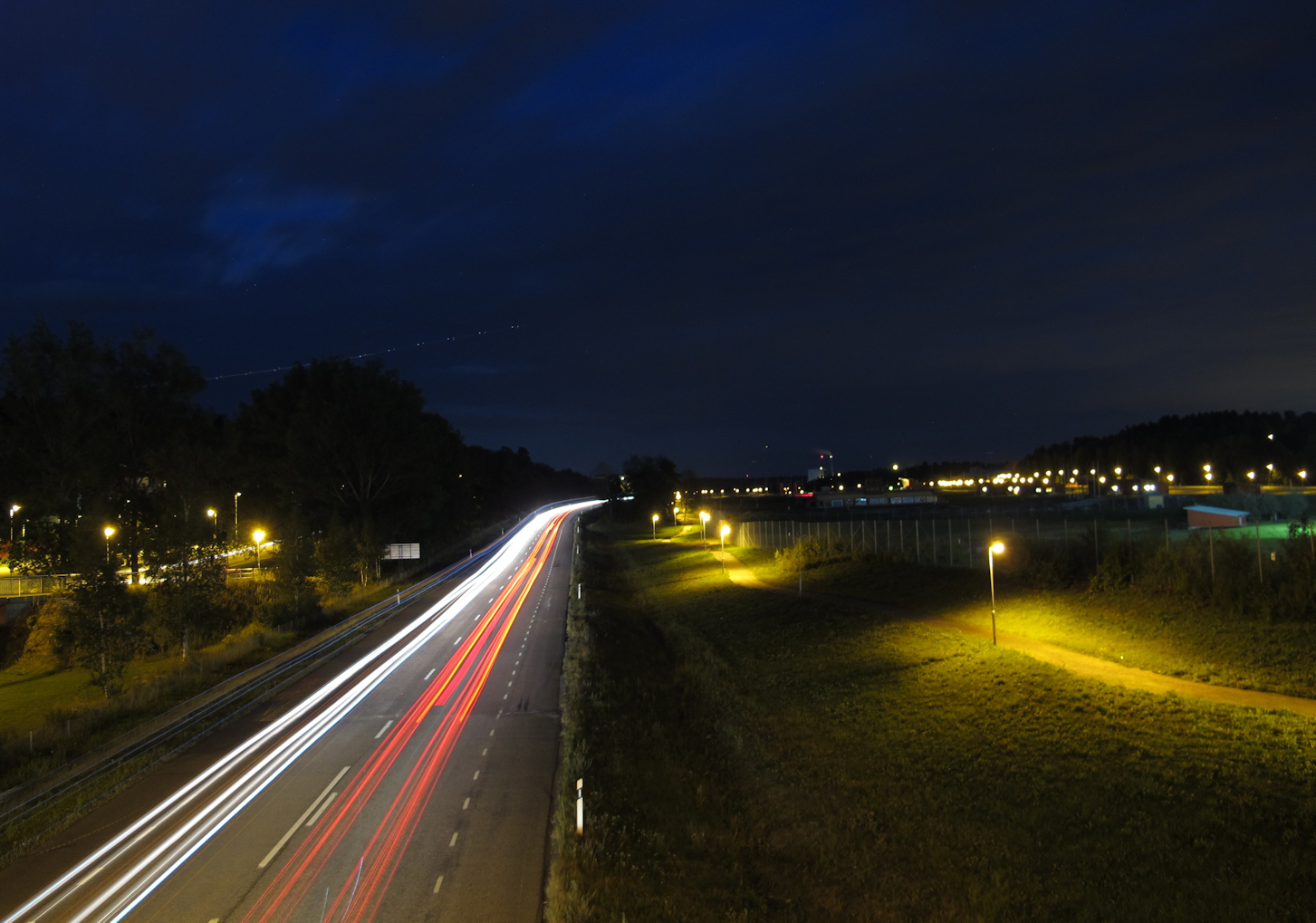
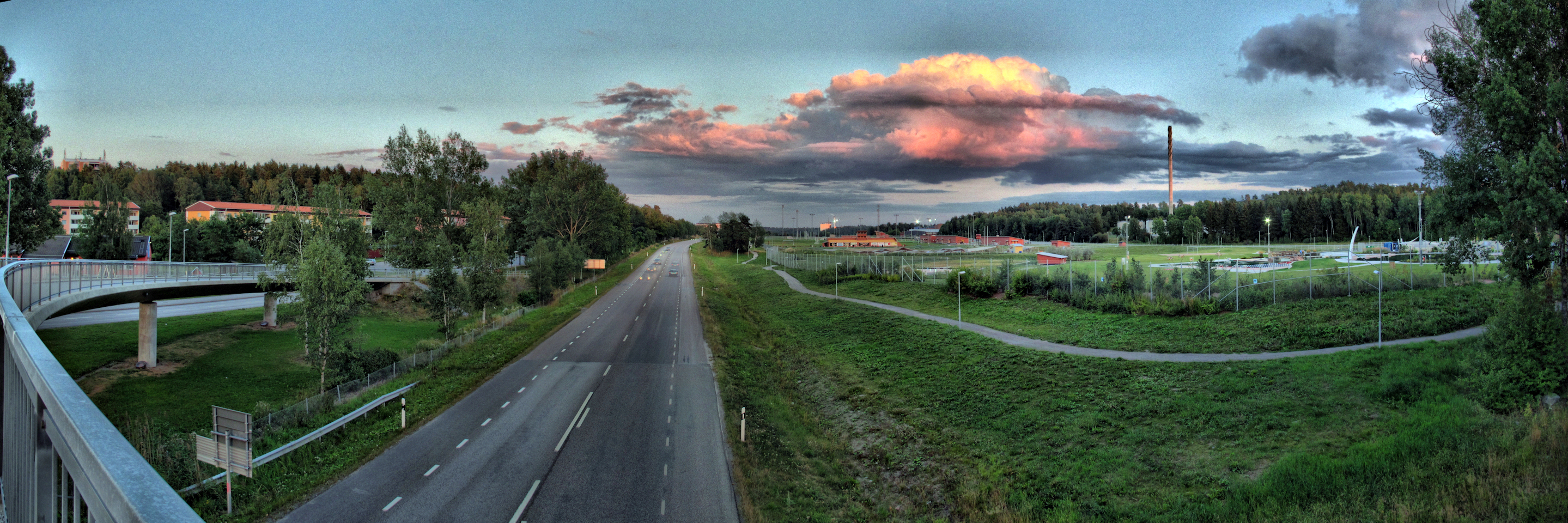
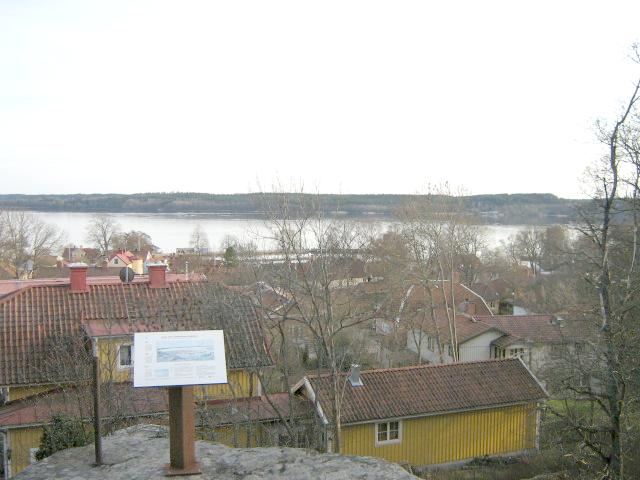
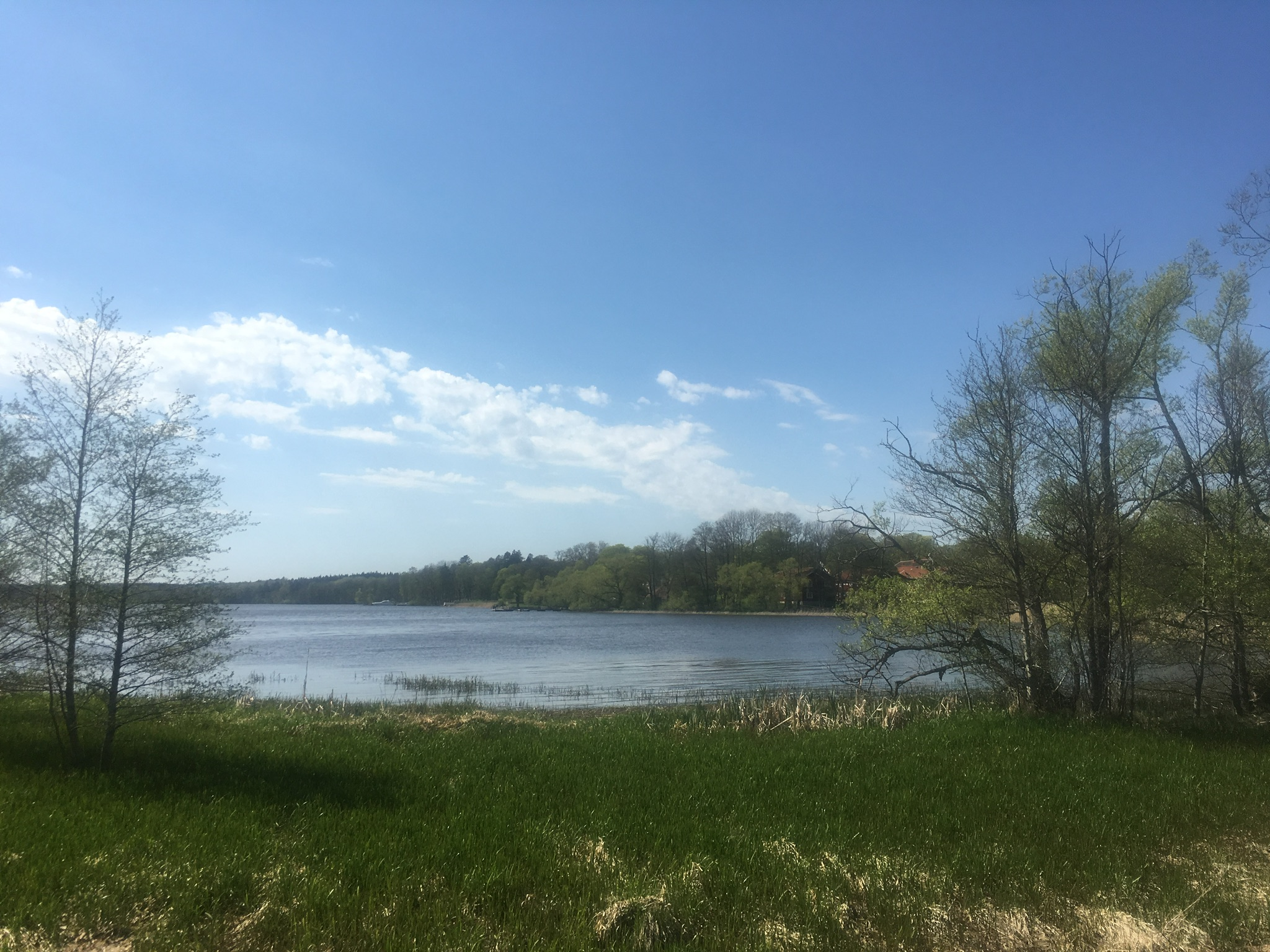
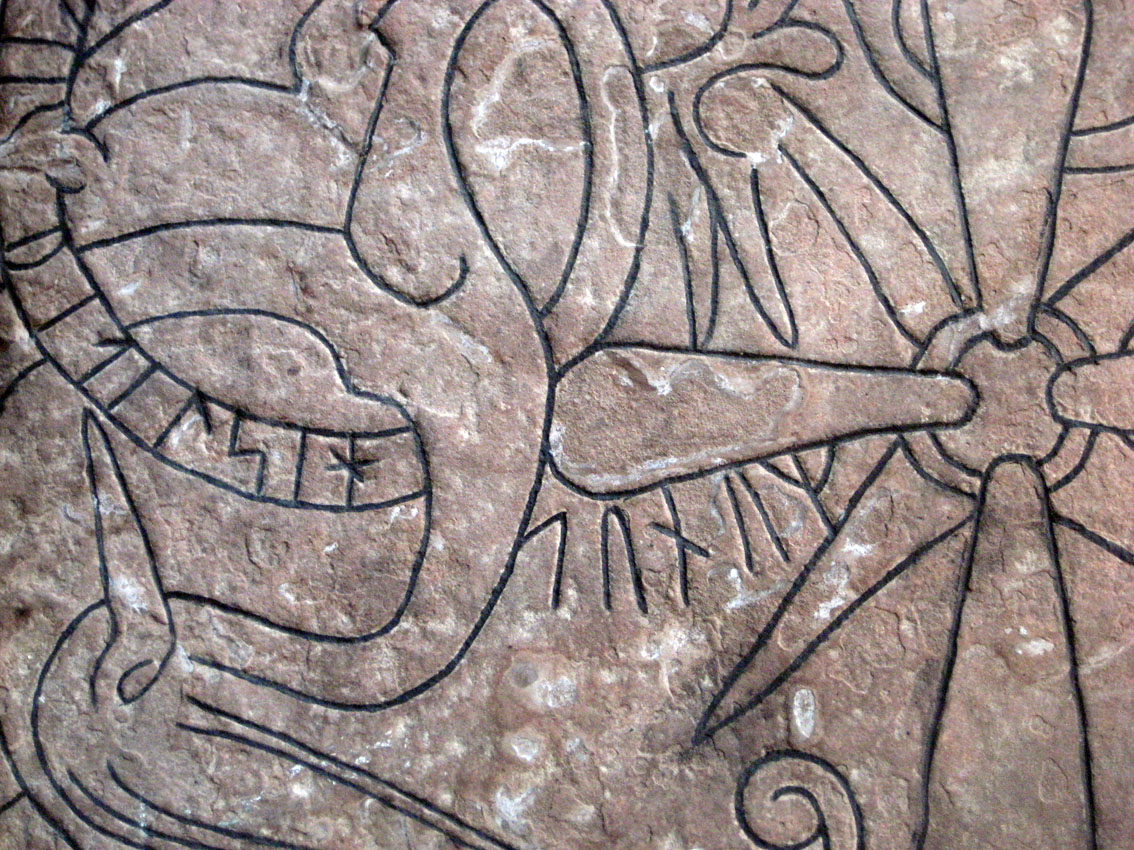